# Lijst van bouwwerken in Delfzijl

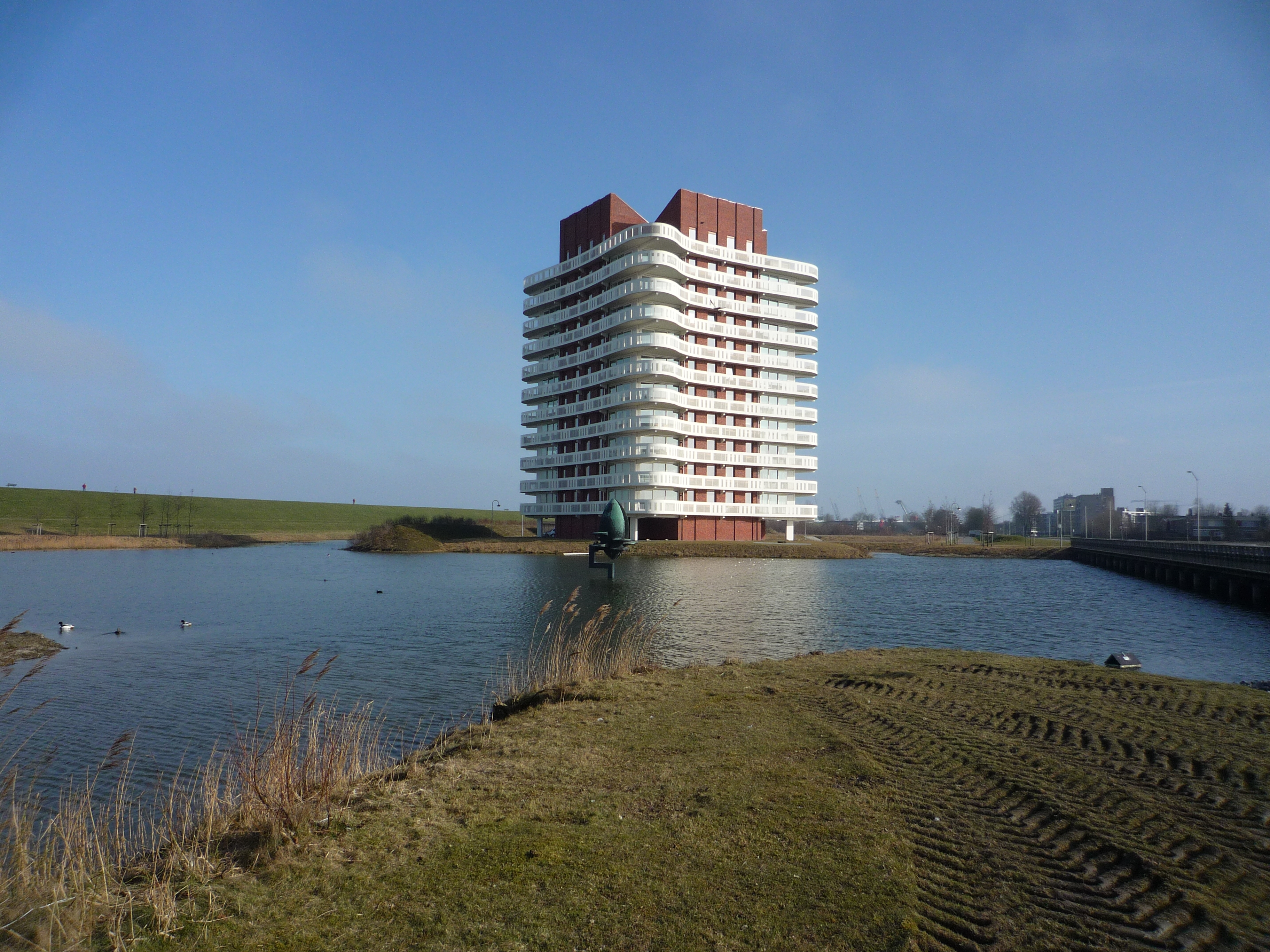
Kadijk (2006)

Dit is een lijst met bouwwerken in Delfzijl.

## Delfzijl: stad en haven
- Adam, Adam is een molen in het centrum van Delfzijl en is gebouwd in 1875.
- Aluminiumfabriek Klesch Aluminium Delfzijl, op het industrieterrein Oosterhorn ten oosten van Delfzijl
- AquariOm, voormalig zwembad nabij het centrum van Delfzijl.
- Biomethanolfabriek, de eerste Biomethanolfabriek.
- Bunkers, ten westen en ten oosten van Delfzijl liggen diverse verdedigingswerken gebouwd door de Duitsers tussen 1940 - 1945.
- Café Stad en Lande aan de oude schans, het oudste café van Delfzijl.
- De Vennenflat, voormalig flatgebouw in het centrum van Delfzijl uit de jaren 1960.
- Delfzicht Ziekenhuis, het voormalige ziekenhuis voor Delfzijl en omgeving. Dit is thans verplaatst naar Scheemda.
- De Gouverneur & De Commandeur, twee woontorens in de wijk Doklanden.
- Eemshotel, hotel boven de zee op palen.
- Eemsmondgebouw, kantoorgebouw in de haven van Delfzijl met atoomschuilkelder.
- Farmsumer Poort, de poort bij de sluizen.
- Fivelzigt, historische boerderij aan het Damsterdiep.
- Fivelmonde, voormalige steenfabriek in Delfzijl-West.
- Groningen Seaports hoofdkantoor, gebouw in de haven van Delfzijl.
- Gemeentehuis/stadhuis
- Grote Waterpoort, waterpoort in de dijk uit 1833.
- Hervormde Kerk van Delfzijl, kerk in het centrum van Delfzijl uit 1830.
- Hoogwatum, serviceflat in Delfzijl-Noord.
- Kadijk, 14 verdieping tellende woontoren in Delfzijl-Noord uit 2006.
- Kleine Waterpoort, ook wel De Ruyterpoort genoemd.
- Kruiskerk van Delfzijl, gereformeerde kerk uit 1951 in de wijk Oud West
- Landpoort, de poort die het eerst gesloten werd tijdens het beleg van Delfzijl (1813-1814).
- Lommertsgebouw, kantoorgebouw aan de Hogelandsterweg gebouwd door het voormalige transportbedrijf.
- Munitiekamer, daterend uit 1591.
- Muzeeaquarium, museum met onder andere de meest noordelijke hunebed.
- Naterijflat, 12 verdiepingen tellende flat gebouw aan de Kustweg in Delfzijl-Noord.
- Oldiekflat, 12 verdiepingen tellende flat gebouw aan de Kustweg in Delfzijl-Noord.
- Station Delfzijl, stationsgebouw uit 1884.
- Station Delfzijl West, viaductstation uit 1968
- Tweede vuurtoren van Delfzijl, 9,5 meter hoge vuurtoren uit 1941 en afgebroken in 1981.
- Vliethoven, een borg/buitenplaats aan het Damsterdiep.
- Voormalig gemeentehuis/stadhuis van Delfzijl, uit 1899.
- Voormalige school, gebouwd rond 1900 aan de binnensingel in Delfzijl.
- Vuurtoren van Delfzijl, 10,5 meter hoge vuurtoren uit 1888.
- Watertoren van Delfzijl.

## Buiten Delfzijl
- Aeolus, |Aeolus is een molen in het dorp Farmsum en is gebouwd in 1811.
- Heveskesklooster, voormalige klooster in het 'verdwenen' dorp Heveskes.
- Huis te Farmsum, in 1812 gesloopte borg te Farmsum.
- Mariakerk, historische kerk in het dorp Krewerd
- Pancratiuskerk, historische kerk in het dorp Godlinze.
- Sebastiaankerk, kerk uit 13e/14e in het dorp Bierum.
- Kerk van Uitwierde, kerk uit 1839 in het dorp Uitwierde.
- Ursuskerk, kerk uit laatste helft 14de eeuw in Termunten.
- Watertoren van Wagenborgen, watertoren in het dorp Wagenborgen uit 1920.